# Russische Marineinfanterie
Die russische Marineinfanterie (russisch Морская пехота России /„Morskaja pechota Rossii“) ist einer der ältesten Truppenverbände der russischen Streitkräfte. Ihre Soldaten waren an den wichtigen Konflikten Russlands und der Sowjetunion seit den Napoleonischen Kriegen beteiligt. Die Einheit ist für Sicherungsaufgaben und amphibische Kriegsführung vorgesehen.

## Geschichte

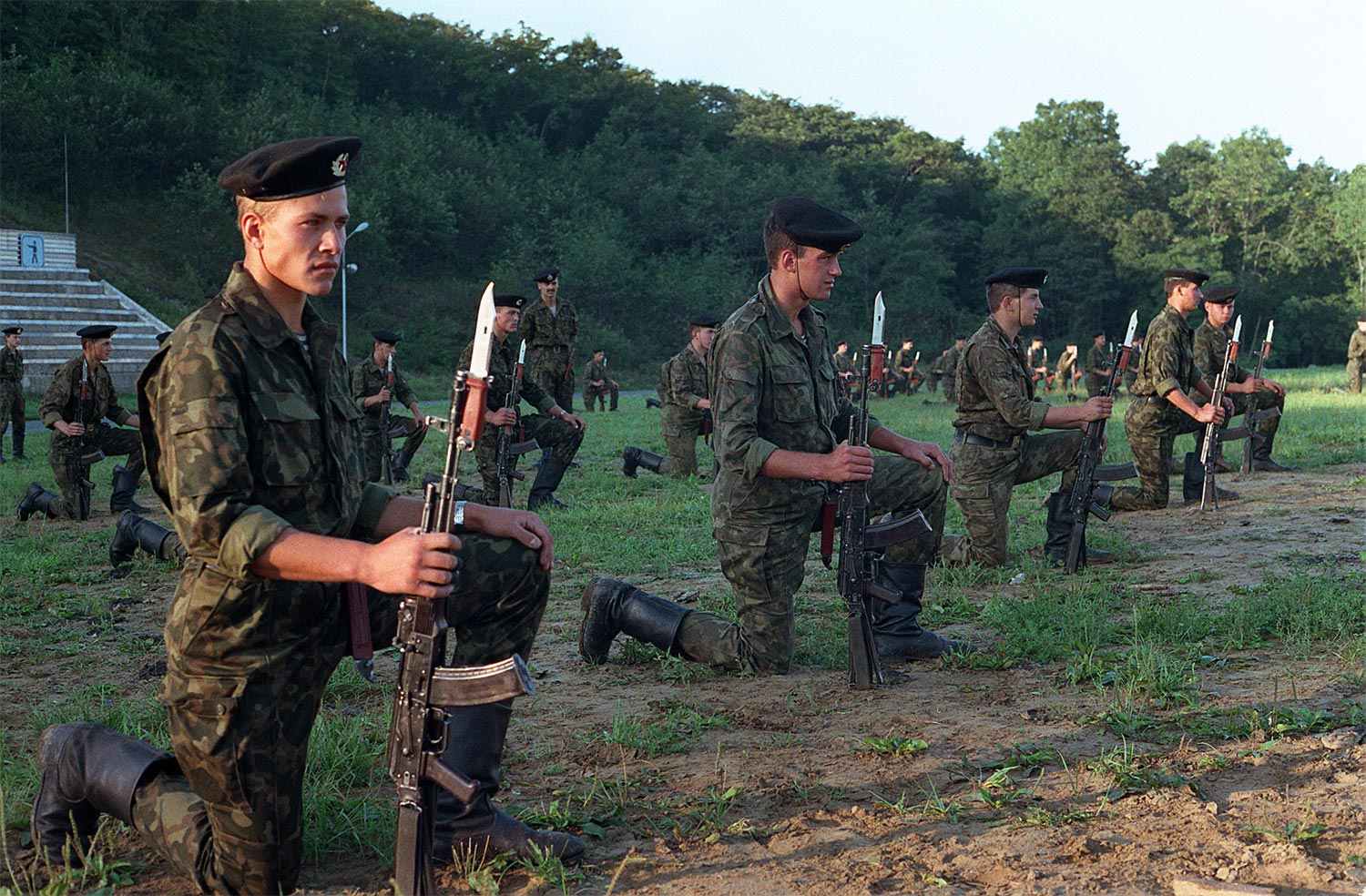
Soldaten der sowjetischen Marineinfanterie während einer Vorführung im Jahr 1990

Die russische Marineinfanterie wurde am 16. Novemberjul. / 27. November 1705greg. unter Peter I. gegründet. Der 27. November wird seit 1995 als «Tag der Marineinfanterie» gefeiert.
Bis 1900 hatte sie hauptsächlich die Aufgabe der Sicherung der Schiffe. Zudem wurde für Landungsunternehmen trainiert. Bis dahin schwankte ihre Stärke. Nach dem Russisch-Japanischen Krieg 1904/05 wurde die Marineinfanterie auf zwei Brigaden aufgestockt. Die Geschichte der kaiserlich russischen Marine und ihrer Marineinfanterie endete dann zunächst mit der Oktoberrevolution und dem Bürgerkrieg. Erst 1940 kam es wieder zur Aufstellung einer Marineinfanteriebrigade bei der Baltischen Rotbannerflotte der nunmehr sowjetischen Marine. Während des Zweiten Weltkriegs wurde die Marineinfanterie stark ausgebaut. Angehörige der Marineinfanterie waren unter anderem bei der Verteidigung von Odessa, Moskau, Sewastopol, Kertsch, Noworossijsk, Leningrad und Stalingrad eingesetzt. 1947 wurde die Marineinfanterie den Küstenverteidigungskräften unterstellt und Mitte der 1950er Jahre als Truppengattung aufgelöst. In den frühen 1960er-Jahren wurde die Marineinfanterie neu aufgestellt. 1976 wurde ihre Stärke auf 14.500 Mann geschätzt. Zur Ausrüstung zählten mehr als 80 Landungsboote, darunter mehrere Luftkissenboote der Aist- und Pomornik-Klasse, sowie zwei Docklandungsschiffe des Projekts 1174.
Nach dem Zerfall der Sowjetunion wurde die Marineinfanterie in die russische Marine eingegliedert. Ihre Stärke wird in den 2000er-Jahren mit 9500 Mann angegeben. An Ausrüstung verfügt sie neben circa 160 Kampfpanzern auch über Späh-, Schützen- und Mannschaftstransportpanzer. Auch Artilleriesysteme und Flugabwehrraketensysteme werden von der russischen Marineinfanterie verwendet.
Die russische Marineinfanterie kam in den beiden Tschetschenienkriegen (1994/96 und ab 1999/2000) zum Einsatz.

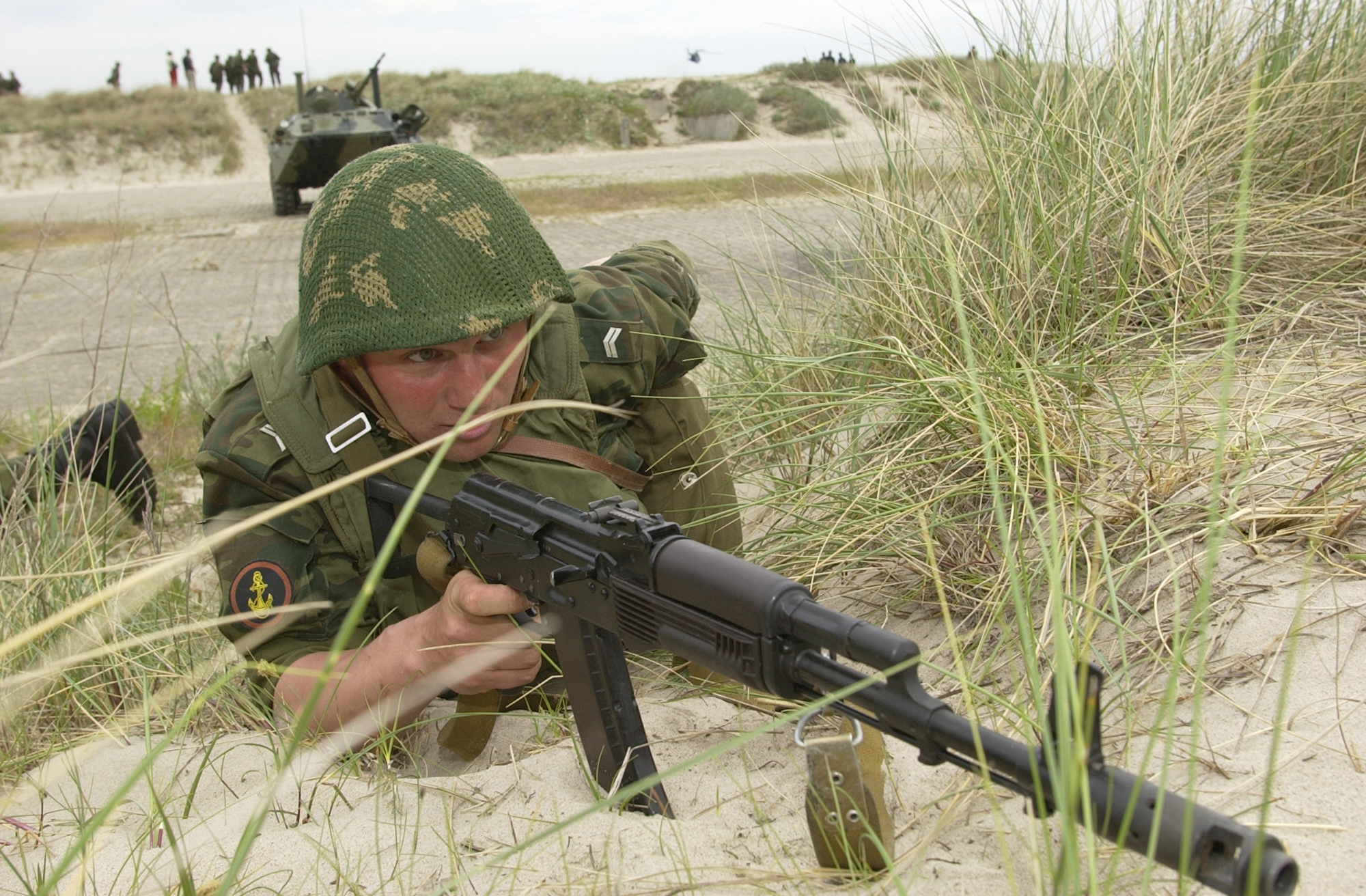
Russischer Marineinfanterist, BALTOPS 2003

Während der völkerrechtswidrigen Annexion der Krim durch Russland 2014 setzte die russische Regierung die Marineinfanterie zur Besetzung strategischer Punkte auf der Krim ein. So marschierten bereits am 24. Februar Angehörige der 810. selbstständigen Marineinfanteriebrigade der Schwarzmeerflotte in Sewastopol mit einigen Schützenpanzerwagen in der Innenstadt auf und verletzten damit die bestehenden Stationierungsvereinbarungen.
Z.Zt. ist die Marineinfanterie ein Bestandteil der Küstentruppen (zu welchen auch Küstenraketen- und Küstenartilleriekräfte gehören) der Russischen Seekriegsflotte.
Ende August 2022 waren trotz der russischen Nachrichtensperre die Namen von 337 getöteten Marineinfanteristen im Rahmen des russischen Überfalls auf die Ukraine bekannt.
Im Februar 2023 vermeldet die Ukrainische Armee, dass die russische 155. Marineinfanteriebrigade im Raum Vuhledar massive Verluste erlitten habe und sie bereits zum dritten Male möglicherweise komplett aufgerieben wurde.

### Trivia
Kennzeichen der Seesoldaten der russischen Marineinfanterie ist das dunkelblau-weiß quergestreifte T-Shirt, das insbesondere zu Paraden von allen Dienstgraden getragen wird.

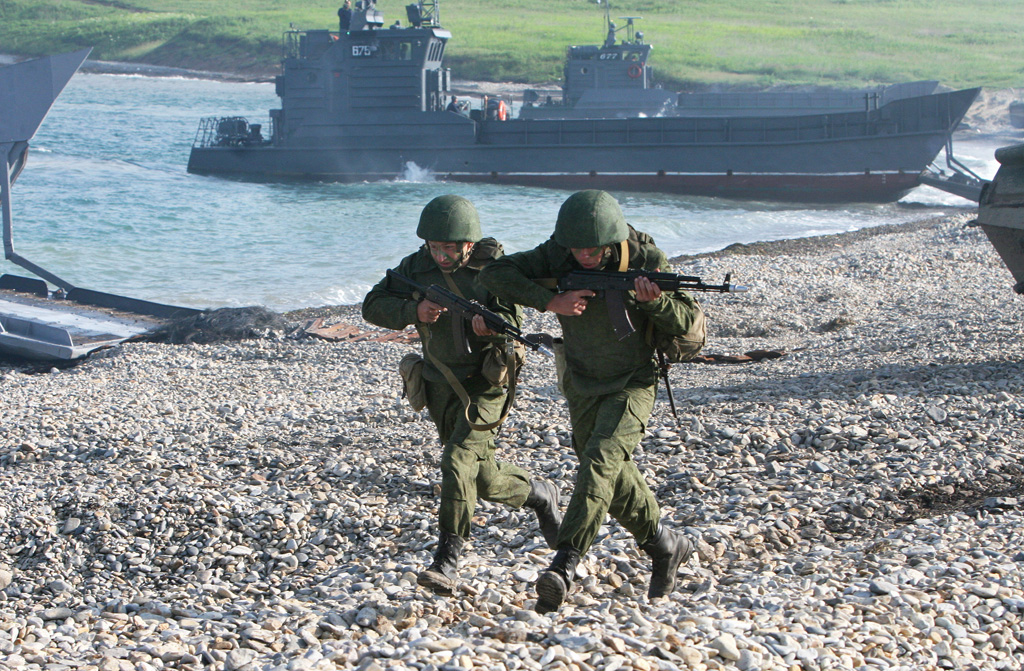
Russische Marineinfanterie während einer Übung, 2010